# Baryancistrus niveatus
Baryancistrus niveatus es una especie de peces de la familia Loricariidae en el orden de los Siluriformes.

## Morfología
Los machos pueden llegar alcanzar los 23,5 cm de longitud total.

## Hábitat
Es un pez de agua dulce y de clima tropical (22 °C-24 °C).

## Distribución geográfica
Se encuentran en Sudamérica:  cuencas de los ríos  Tocantins,  Xingu,  Tapajós y  Trombetas en Brasil.